# Dimcea, Veliko Tărnovo
Dimcea (în bulgară Димча) este un sat în comuna Pavlikeni, regiunea Veliko Tărnovo,  Bulgaria. 

## Demografie
Componența etnică a satului Dimcea
     Turci (19,42%)
     Bulgari (79,42%)
     Nicio identificare (1,14%)
     Altele (0%)
La recensământul din 2011, populația satului Dimcea era de 350 locuitori. Din punct de vedere etnic, majoritatea locuitorilor (79,42%) erau bulgari, cu o minoritate de turci (19,42%). Pentru 1,14% din locuitori nu este cunoscută apartenența etnică.